# Menemen
Menemen là một huyện thuộc tỉnh İzmir, Thổ Nhĩ Kỳ. Huyện có diện tích 694 km² và dân số thời điểm năm 2007 là 126934 người, mật độ 183 người/km².